# Jasmina Tinjić
Jasmina Tinjić (* 27. Februar 1991 in Tuzla) ist eine ehemalige bosnische Tennisspielerin.

## Karriere
Tinjić begann mit fünf Jahren mit dem Tennissport. Sie bevorzugte während ihrer Karriere Rasenplätze und spielte überwiegend Turniere des ITF Women’s Circuit, wo sie insgesamt vier Einzel- und 12 Doppeltitel gewann.
Ihr erstes Profiturnier spielte sie als 15-Jährige im Juni 2006 in Zagreb. Im Oktober 2006 erreichte sie als Qualifikantin das Halbfinale des mit 10.000 US-Dollar dotierten ITF-Turniers in Dubrovnik, wo sie Karolina Jovanović knapp in drei Sätzen mit 6:2, 3:6 und 4:6 unterlag. Am 2. April 2007 wurde sie erstmals in der Einzel-Weltrangliste geführt und konnte sich bereits im ersten Profijahr unter die Top 600 der Welt spielen.
Bei den Australian Open trat sie 2008 im Juniorinneneinzel an und erreichte das Viertelfinale. Dort unterlag sie der späteren Finalistin Jessica Moore mit 4:6 und 0:6. Im gleichen Jahr stand sie im Finale des mit 25.000 US-Dollar dotierten Turniers in Grado, wo sie Patricia Mayr mit 4:6 und 6:71 unterlag.
Im März 2010 gewann sie ihr erstes ITF-Turnier im Doppel im französischen Amiens. Im gleichen Jahr erhielt sie eine Wildcard für die Qualifikation zum İstanbul Cup, ihrem ersten Turnier der WTA Tour, wo sie nach dem Erstrundensieg gegen Tazzjana Putschak in der zweiten Runde der Qualifikation Julia Schruff mit 2:6 und 3:6 unterlag.
2011 spielte sie die Qualifikation zu den BMW Malaysia Open in WTA Kuala Lumpur, wo sie ebenfalls in der zweiten Runde der Qualifikation ausschied. Im selben Jahr startete sie bei weiteren Turnieren der WTA Tour, schied aber sowohl bei den Brussels Open, als auch bei den e-Boks Sony Ericsson Open in Kopenhagen, den Generali Ladies Linz und BGL BNP Paribas Luxembourg Open bereits in der ersten Runde der Qualifikation aus. In Budapest und Baku erreichte sie jeweils die zweite Runde der Qualifikation.
2013 erreichte sie beim WTA-Turnier in Bad Gastein als Qualifikantin das Hauptfeld, verlor dort aber in der ersten Runde gegen Yvonne Meusburger klar mit 0:6 und 0:6. Bei den US Open trat sie in der Qualifikation zum Dameneinzel an, unterlag aber ebenfalls bereits in der ersten Runde gegen Laura Siegemund in drei Sätzen mit 7:65, 4:6 und 6:75.
Ihre beste Weltranglistenposition im Einzel erreichte sie mit Rang 236 am 23. September 2013, ihre beste Platzierung im Doppel ebenfalls mit Rang 236 am 29. Mai 2017.
Tinjić spielte von 2011 bis 2015 in der bosnisch-herzegowinischen Fed-Cup-Mannschaft, wo sie bei 23 Matches 14-mal siegreich war, davon achtmal im Einzel und sechsmal im Doppel.
Ihr letztes Profiturnier spielte Tinjić im Januar 2018. Seit Ende 2018 wird sie nicht mehr in den Weltranglisten geführt.
2024 erhielt sie wegen eines Korruptionsfalls im Tennis eine sechsjährige Sperre.

## Turniersiege

### Einzel
| Nr. | Datum            | Turnier     | Kategorie   | Belag             | Finalgegnerin         | Ergebnis        |
| --- | ---------------- | ----------- | ----------- | ----------------- | --------------------- | --------------- |
| 1.  | 10. Januar 2011  | Glasgow     | ITF $10.000 | Hartplatz         | Naomi Broady          | 6:2, 6:2        |
| 2.  | 21. März 2011    | Namangan    | ITF $25.000 | Hartplatz         | Jekaterina Bytschkowa | 7:62, 2:6, 7:65 |
| 3.  | 13. Februar 2012 | Rabat       | ITF $25.000 | Sand              | Kirsten Flipkens      | 7:64, 2:6, 7:5  |
| 4.  | 23. Februar 2014 | Helsingborg | ITF $10.000 | Hartplatz (Halle) | Rebecca Peterson      | 6:1, 6:0        |

### Doppel
| Nr. | Datum             | Turnier  | Kategorie   | Belag   | Partnerin           | Finalgegnerinnen                         | Ergebnis          |
| --- | ----------------- | -------- | ----------- | ------- | ------------------- | ---------------------------------------- | ----------------- |
| 1.  | März 2010         | Amiens   | ITF $10.000 | Sand    | Efrat Mishor        | Shérazad Reix Alizé Lim                  | 7:65, 5:7, [10:5] |
| 2.  | Juni 2012         | Zlín     | ITF $25.000 | Sand    | Eliza Kostowa       | Verónica Cepede Royg Teliana Pereira     | 4:6, 6:1, [10:8]  |
| 3.  | 8. Juni 2013      | Ağrı     | ITF $25.000 | Teppich | Melis Sezer         | Çağla Büyükakçay Pemra Özgen             | 6:4, 3:6, [10:8]  |
| 4.  | 10. Januar 2016   | Antalya  | ITF $10.000 | Sand    | Nastja Kolar        | Julia Grabher Anna Slováková             | 7:65, 3:6, [10:6] |
| 5.  | 16. Juli 2016     | Olmütz   | ITF $50.000 | Sand    | Ema Burgić Bucko    | Katharina Lehnert Anastassija Schoschyna | 7:5, 6:3          |
| 6.  | 29. Januar 2017   | Antalya  | ITF $15.000 | Sand    | Dia Ewtimowa        | Tayisiya Morderger Yana Morderger        | 6:4, 6:74, [10:5] |
| 7.  | 4. Februar 2017   | Antalya  | ITF $15.000 | Sand    | Dia Ewtimowa        | Tayisiya Morderger Yana Morderger        | 2:6, 6:3, [10:8]  |
| 8.  | 8. April 2017     | Iraklio  | ITF $10.000 | Sand    | Nastja Kolar        | Tamara Čurović Camila Giangreco Campiz   | 6:1, 6:1          |
| 9.  | 6. Mai 2017       | La Marsa | ITF $25.000 | Sand    | Katarzyna Kawa      | Dea Herdželaš Tereza Mrdeža              | 7:5, 6:4          |
| 10. | 5. August 2017    | Istanbul | ITF $15.000 | Sand    | Dia Ewtimowa        | Chihiro Muramatsu Melis Sezer            | 6:4, 6:2          |
| 11. | 9. September 2017 | Antalya  | ITF $15.000 | Sand    | Fanny Östlund       | Anna Jakowlewa Gjulnara Nasarowa         | 6:1, 6:2          |
| 12. | 21. Oktober 2017  | Pula     | ITF $25.000 | Sand    | Hanna Posnichirenko | Tayisiya Morderger Yana Morderger        | 6:4, 6:3          |